# Aquaelicium typicum
Aquaelicium typicum – gatunek pluskwiaka z rodziny Derbidae i podrodziny Cenchreinae. Jest endemitem Wysp Wewnętrznych archipelagu Seszeli.

## Taksonomia
Gatunek ten opisany został w 1917 roku przez Williama Lucasa Distanta na łamach „Transactions of the Linnean Society of London”. Jako lokalizację typową wskazano Mahé w archipelagu Seszeli. Autor ów wyznaczył go gatunkiem typowym rodzaju Aquaelicium. W 2009 roku poddany został redeskrypcji przez Holgera Löckera, Birgit Löcker i Wernera E. Holzingera na łamach „Zootaxa”.

## Morfologia
Samce osiągają od 3,6 do 4,2 mm, a samice od 3,7 do 4 mm długości ciała. Ubarwienie wierzchu ciała jest szarawobrązowe do żółtawego z czarniawymi oczami, ochrowym nadustkiem i szarawą przepaską podłużną, biegnącą przez środek ciemienia, przedplecza i śródplecza. Głowa ma pozbawiony żeberek przedustek, pozbawiony żeberka środkowego oraz wyposażony w niepełne żeberka boczne zaustek, liniowate czoło z gładkimi i równoległymi żeberkami bocznymi, a także u podstawy płytko, v-kształtnie wcięte ciemię z żeberkiem środkowym i gładkimi żeberkami bocznymi. Śródplecze ma trzy podłużne żeberka. Szarobrązowe z ochrowym nakrapianiem przednie skrzydła są od 3,6 do 4,2 raza dłuższe niż u szczytu międzykrywek szerokie, za międzykrywkami wyraźnie rozszerzone. Skrzydło tylne jest dłuższe niż połowa przedniego. Odnóża są ochrowe. Genitalia samca cechują się pozbawionym płata półkolistego edeagusem o grubszym niż u A. brunnescens trzonie, spłaszczonej i mającej kilka szpiców listewce, zaopatrzonym w co najmniej sześć ostrych ząbków wierzchołku oraz znacznie cieńszym i dłuższym niż u A. elegantulum wyrostku „e”. Rurka analna samca ma dwa małe, brzuszno-doogonowo skierowane wyrostki wierzchołkowe.

## Ekologia i występowanie
Owad ten zasiedla lasy palmowe. Obserwowany był na lodoicji seszelskiej, pandanach, Phoenicophorium borsigianum, Roscheria melanochaetes i Verschaffeltia splendida.
Gatunek ten występuje w krainie madagaskarskiej. Jest endemitem Wysp Wewnętrznych archipelagu Seszeli. Znany jest z wysp Mahé, Silhouette i Praslin.